# ژرار فنوی
ژرار فنوی (به فرانسوی: Gérard Fenouil‎؛ ۲۳ ژوئن ۱۹۴۵ – ۸ اکتبر ۲۰۲۳) دوندهٔ دو سرعت اهل فرانسه بود.